# Lupșa (Alba)
Lupșa (deutsch Wolfsdorf, ungarisch Nagylupsa oder Lupsa) ist eine rumänische Gemeinde im Kreis Alba in der Region Siebenbürgen.
Der Ort ist bekannt auch unter den ungarischen Bezeichnungen Kislupsa, Felsőlupsa und Alsólupsa.

## Geographische Lage

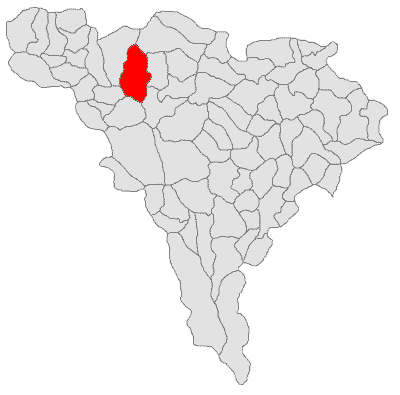
Lage der Gemeinde Lupșa im Kreis Alba

Die Gemeinde Lupșa liegt im nordwestlichen Teil des Kreises Alba, im Tal des Arieș – eines rechten Zuflusses des Mureș (Mieresch) – im Westen Siebenbürgens. Auf den Anhöhen und Berghängen zwischen dem Muntele-Mare-Gebirge im Norden und dem Siebenbürgischen Erzgebirge im Süden dehnt sich die Gemeinde mit ihren insgesamt 23 Siedlungen auf einer Fläche von 10.360 Hektar aus. Am Drum național 75, liegt der Ort 16 Kilometer östlich der Stadt Câmpeni (Topesdorf); die Kreishauptstadt Alba Iulia (Karlsburg) befindet sich etwa 93 Kilometer südöstlich von Lupșa entfernt. Lupșa ist Teil des historischen Motzenlandes.

## Geschichte
Nach Berichten von J. M. Ackner (1856), C. Gooss (1876), S. Rákóczy (1906), I. Marțian (1920) u. a. sind am Ort Spuren von Goldwäschereien und eine Siedlung aus der Römerzeit gefunden worden.
Der Ort Lupșa – zum ersten Mal 1366 unter der Bezeichnung villa Lwpsa erwähnt – war im Mittelalter ein rumänisches Hörigendorf und gehörte zum Thorenburger Komitat. Der Ort bestand 1518 aus zwei Teilen: Felsőlupsa und Alsólupsa, wobei das letzte mit Valea Lupșii identisch ist. Die rumänische Grundherrenfamilie Lupsai besaß hier einen Herrenhof.
Beim Bauernaufstand von 1784 kam es auf dem Gebiet der Gemeinde zu Auseinandersetzungen zwischen den Aufständischen um Horea, Cloșca und Crișan mit den kaiserlichen Truppen. Während der Rumänischen Revolution von 1848 war die Region Schauplatz von Kämpfen zwischen den Truppen um Avram Iancu und Einheiten des ungarischen Revolutionsheeres.
Die durch den Ort führende Kleinbahn Turda–Abrud (93 Kilometer) wurde 1912 in Betrieb genommen und 1998 stillgelegt.
Die Hauptbeschäftigung der Bevölkerung sind die Viehzucht, die Holzverarbeitung, der Bergbau und in beschränktem Umfang etwas Landwirtschaft.

## Bevölkerung
Bei der Volkszählung 1850 lebten auf dem Gebiet der heutigen Gemeinde 4673 Menschen. 4652 davon waren Rumänen und 21 Roma. Die höchste Einwohnerzahl (6119) wurde 1941 erreicht; seither fiel die Bevölkerungszahl stetig. 2002 wurden 3863 Rumänen und vier Roma registriert. Die höchste Anzahl der Ungarn (16) wurde
1910 und die der Deutschen (10) 1941 gezählt. Bei den Volkszählungen von 1977 und 1992 wurde auch je ein Ukrainer registriert.

## Sehenswürdigkeiten
- Das Kloster von Lupșa[9], eines der ältesten rumänischen Klöster Siebenbürgens, wurde erstmals 1429 erwähnt und war 1611 bis 1848 Sitz einer berühmten Klosterschule. Die Kirche des Klosters Sf. Mare Ierarh Nicolae, vom Grundherrn Vladislav gestiftet – mit Pronaos und Kassettendecke – wurde 1694 errichtet. In der mit Schindeln gedeckten steinernen Saalkirche, deren Vorhalle 1810 errichtet wurde, wurde die Kassettendecke von zwei ungarischen Tischlermeistern aus Colțești angefertigt.[6]
- Das Dorfmuseum,[10] 1938 vom Lehrer Pamfilie Albu gegründet, besitzt eine Sammlung von über 6000 Exponaten, die original aus dem Motzenland stammen.[6]
- Die Rumänisch-Orthodoxe Kirche Sf. Gheorghe (früher griechisch-katholisch), 1421 errichtet, im 19. Jahrhundert umgebaut, steht unter Denkmalschutz.[11] Die Kirche hat Wandmalereien im byzantinischen Stil.[6]
- Alte Bauernhöfe mit Stallungen, Wassermühlen, im Stil des Motzenlandes.[5]
- Von Lupșa ist in einer Tageswanderung der dritthöchste Gipfel der Siebenbürger Westkarpaten – der Muntele Mare (1826 m) – zu erreichen.[6]

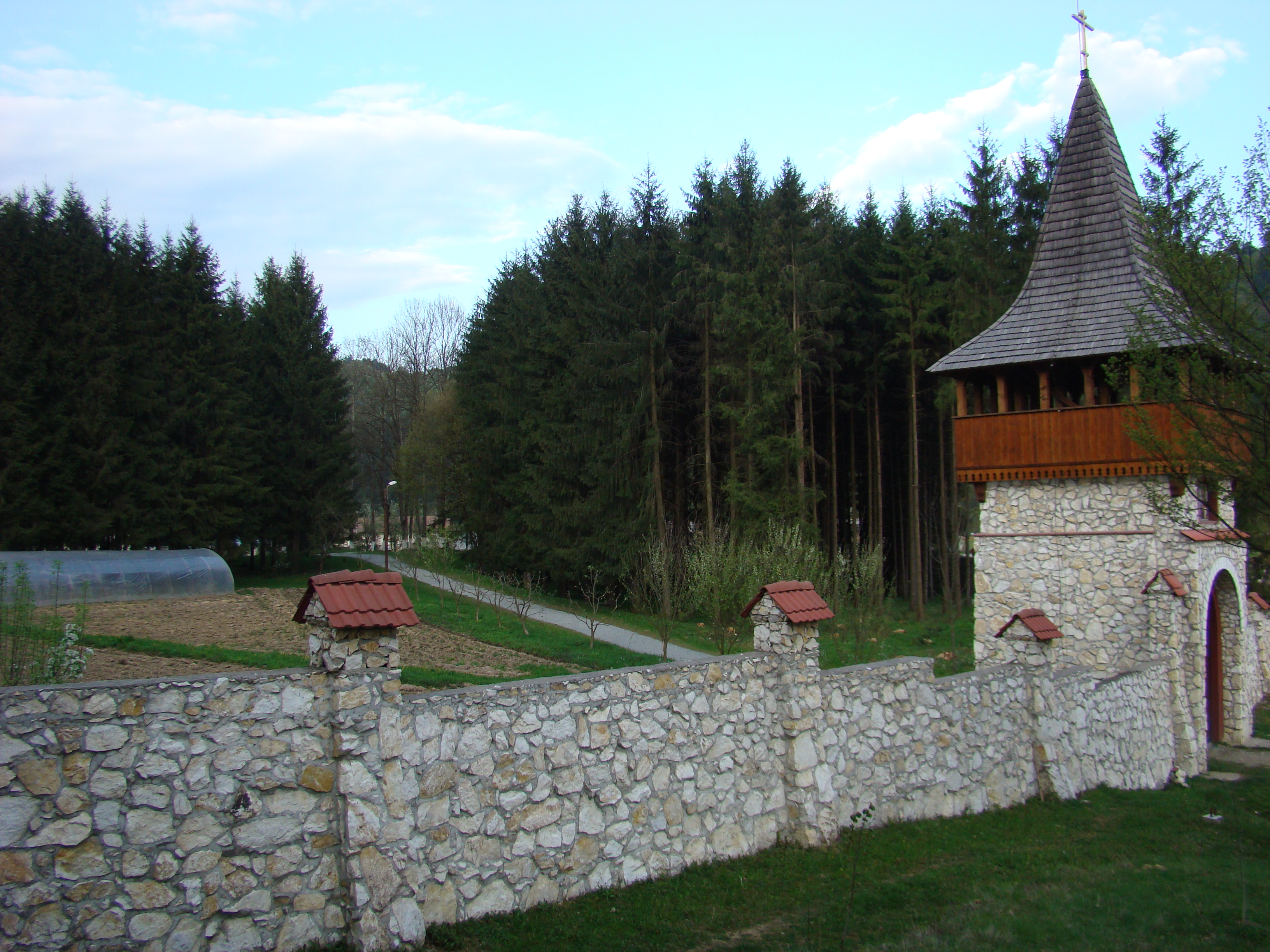
Anwesen des Klosters von Lupșa
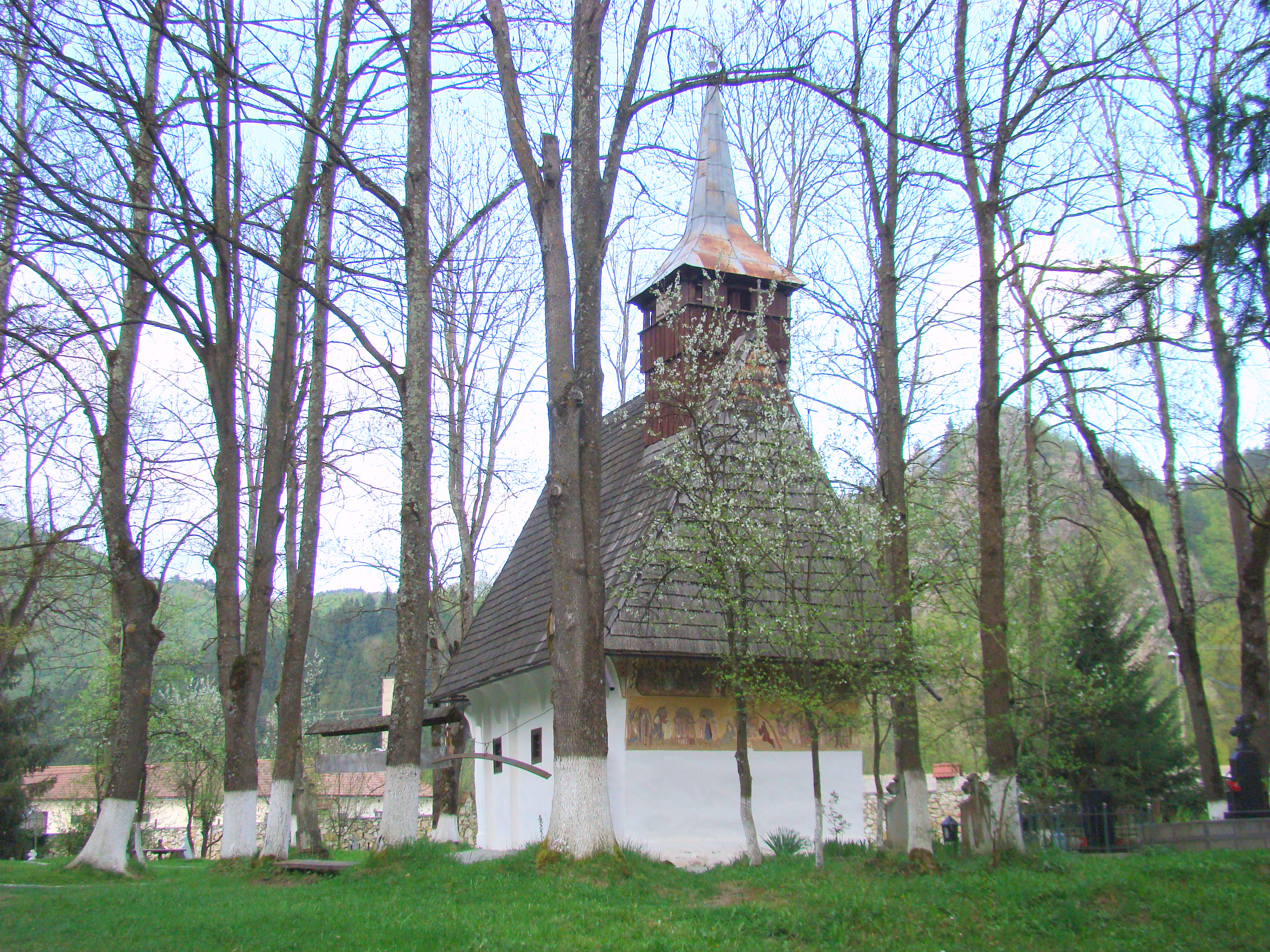
Holzkirche des Klosters
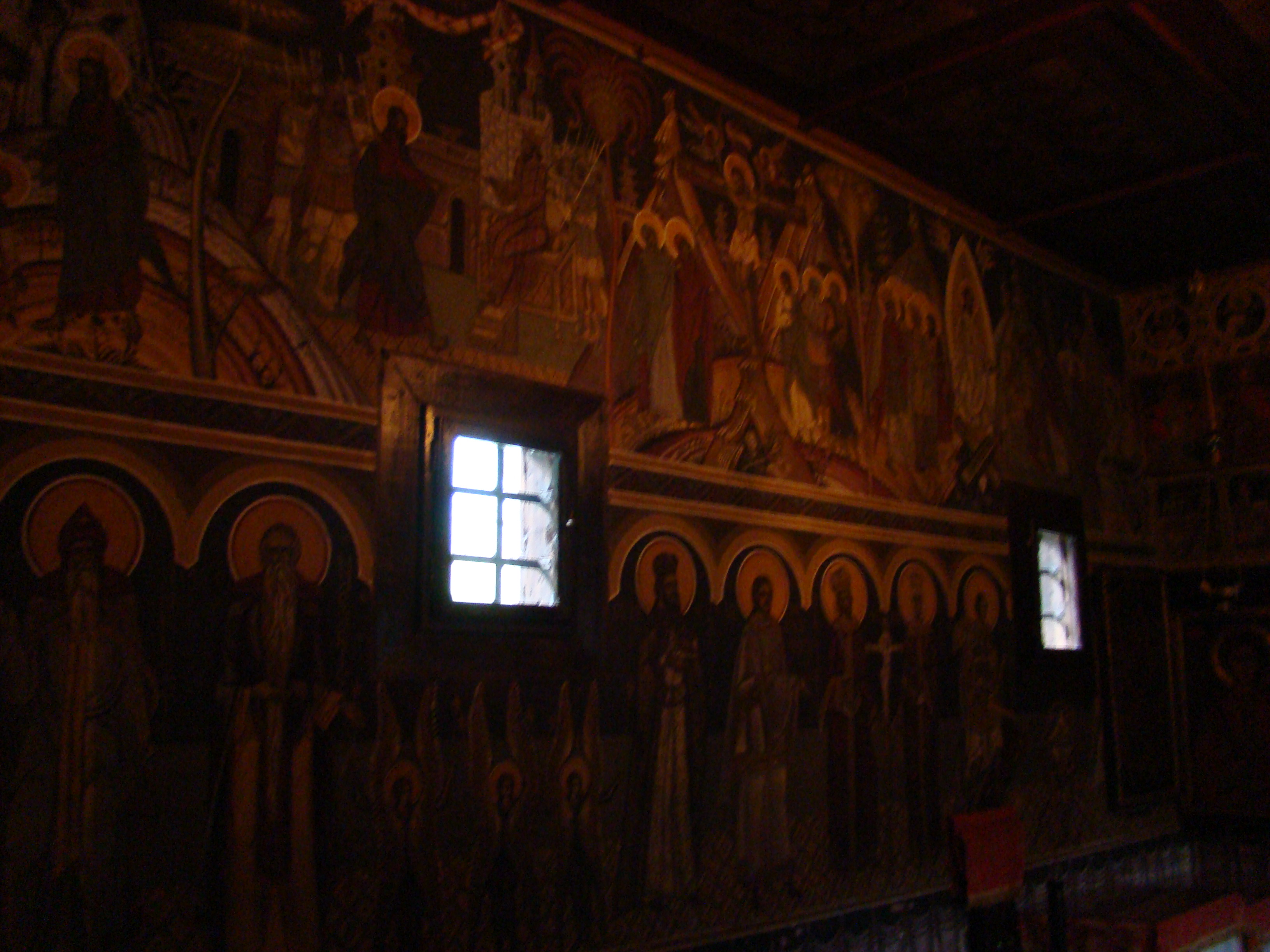
Innenansicht der Holzkirche